# Рук, Джордж
Сэр Джордж Рук (англ. George Rooke; 1650 — 24 января 1709) — английский моряк, адмирал флота. Участвовал в двух Англо-Голландских войнах, Войне Аугсбургской лиги и в Войне за испанское наследство.

## Биография
Поступил добровольцем на службу во флот, во время англо-голландской войны в 1673 получил звание полного капитана. Уже в 1690 получает звание контр-адмирала и принимает участие в бою у Бичи-Хед против французского флота адмирала Турвиля. Джордж Рук проявил себя в сражении англо-голландского флота под командованием Эдуарда Рассела против французского флота того же Турвиля у мыса Барфлер. После боя Турвиль увел большинство флота в Сен-Мало. Однако отлив не позволил войти 15 кораблям. 3 укрылись в Шербуре, а остальные встали на якоря у мыса Ла-Хог (фр. La Hogue). Руку было поручено ликвидировать корабли противника, укрывшегося у Ла-Хог. При помощи шлюпок и брандеров Рук атаковал неприятеля, захватил или сжёг корабли, завершив уничтожение французского флота. За это сражение он получил рыцарство и награду в 1000 фунтов. В 1693 во время конвоирования союзнического конвоя из Смирны потерпел поражение от французского флота Турвиля. В самом начале Северной войны командовал англо-голландским флотом, совместно со шведским флотом атаковавшим Копенгаген и способствовал высадке войск шведского короля Карла XII. Присутствие столь значительных войск вынудило Данию подписать Травендальский мир, что лишило Петра I поддержки датским флотом, на которую он рассчитывал. В 1702, году потерпев неудачу при Кадисе, уничтожает испано-французский флот в Битве в заливе Виго и захватывает часть ценного груза, следовавшего из Гаваны.

## Захват Гибралтара
По собственной инициативе в 1704 году решает захватить Гибралтар, при бомбардировке Гибралтара выпущено около 15000 снарядов, 4 августа высадился десант и Гибралтар перешёл в руки Британской короны, а Рук стал первым военным Губернатором Гибралтара. Король Испании Карл III сразу же постарался вернуть стратегически важный город и с этой целью обратился к французам. Французским флотом, после смерти Турвиля командовал молодой Луи-Александр де Бурбон, граф Тулузский, внебрачный сын Людовика XIV, встреча флотов Рука и французов состоялась у Малаги, битва длилась с 10 утра до 5 вечера, но явного преимущества ни один из соперников не достиг, на следующий же день, поскольку преимущество по ветру было на стороне французов, Рук предпочёл уклонится от боя и не преследуемый французами ушёл в Лиссабон. Французский командующий, Граф Тулузский, заявлял, что бой окончился в его пользу, однако отвёл флот в Тулон, отправив помощь в виде 10 кораблей, осаждающим Гибралтар, однако отбить его так и не удалось. В феврале 1705 года адмирал Джордж Рук, в связи со здоровьем, удалился от управления флотом.

## Семья
Был трижды женат:
- в октябре 1684 года женился на Мэри Хау.
- в январе 1701 года (после смерти своей первой жены) женился на Мэри Латтрелл; у них был один сын.
- в январе 1706 года (после смерти второй жены) женился на Кэтрин Нэтчбулл (ок.1680-1755).

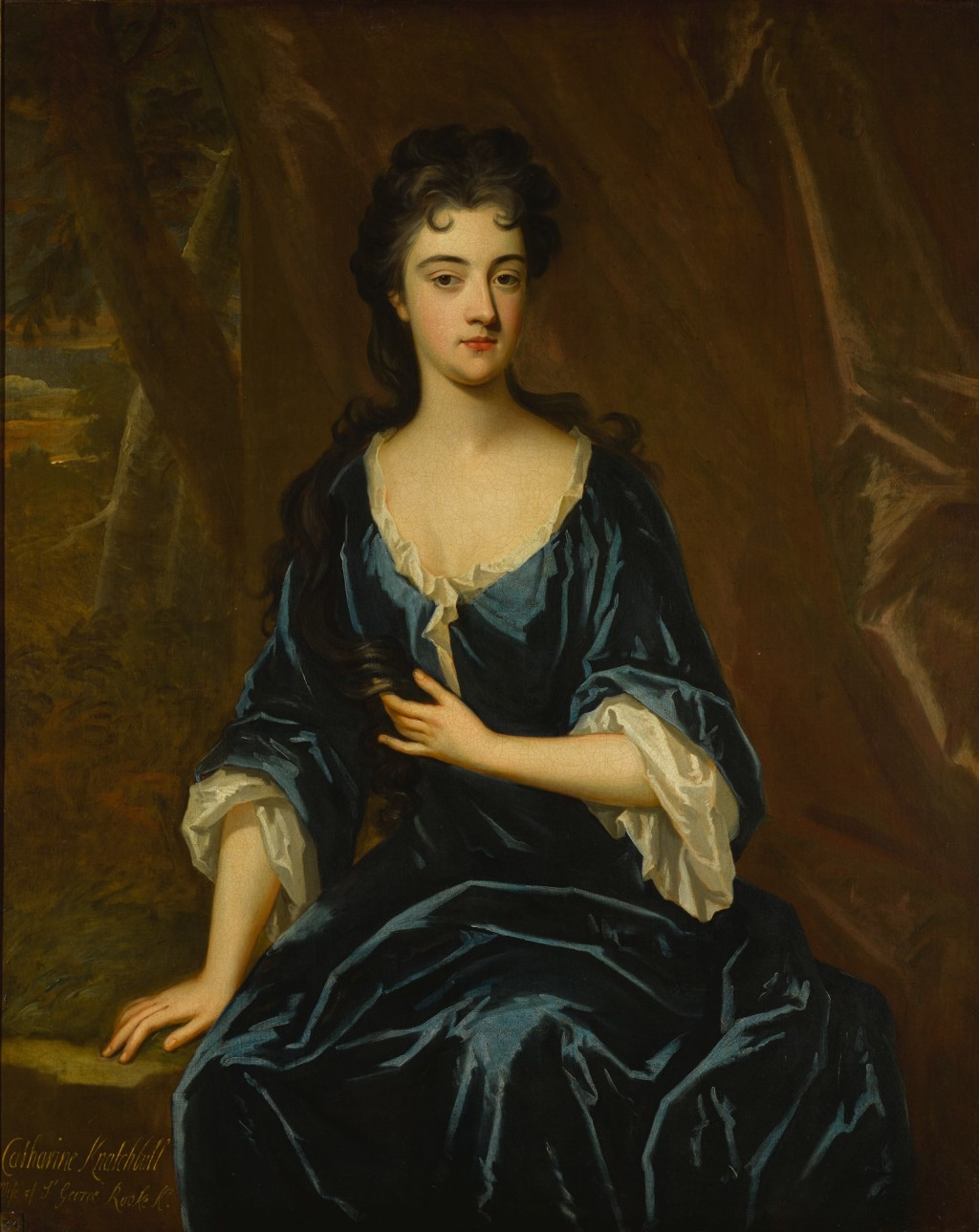
Кэтрин Нэтчбулл, леди Рук. Портрет работы Готфрида Неллера, 18 в.

## Память об адмирале
Памятник адмиралу поставлен в Кентерберийском соборе, также в 2004 году в честь 300-летия празднования присоединения, в Гибралтаре был установлен памятник Джорджу Руку.